# بيرني واين
بيرني واين (بالإنجليزية: Bernie Wayne)‏ هو ملحن أمريكي، ولد في 6 مارس 1919، وتوفي في 18 أبريل 1993.

## وصلات خارجية
- بيرني واين على موقع IMDb (الإنجليزية)
- بيرني واين على موقع ميوزك برينز (الإنجليزية)
- بيرني واين على موقع ديسكوغز (الإنجليزية)